# Catarina Labouré
Santa Catarina Labouré (2 de maio de 1806 - 31 de dezembro de 1876) foi uma freira francesa da Companhia das Filhas da Caridade de São Vicente de Paulo, com seu confessor Padre Aladel fundou a Juventude Mariana Vicentina. Recebeu três aparições de Nossa Senhora reconhecidas pela Igreja Católica com a revelação de um devocional: a chamada Medalha Milagrosa (Nossa Senhora das Graças).

## A infância e juventude
Catarina nasceu em Fain-lès-Moutiers, filha de Pierre Labouré. Quando tinha nove anos sua mãe morreu, e Catarina, a pedido de seu pai, passou a cuidar de dois de seus irmãos. Sentiu uma forte vocação religiosa, entrou para as Congregação das Filhas da Caridade de São Vicente de Paulo. Era extremamente devota, um tanto romântica, e dada a visões e intuições místicas. Foi através de um sonho que teve com São Vicente que ela escolheu a Ordem em que entrou. Tendo cedo perdido a mãe, era especialmente apegada à Santíssima Virgem Maria.

## Visões

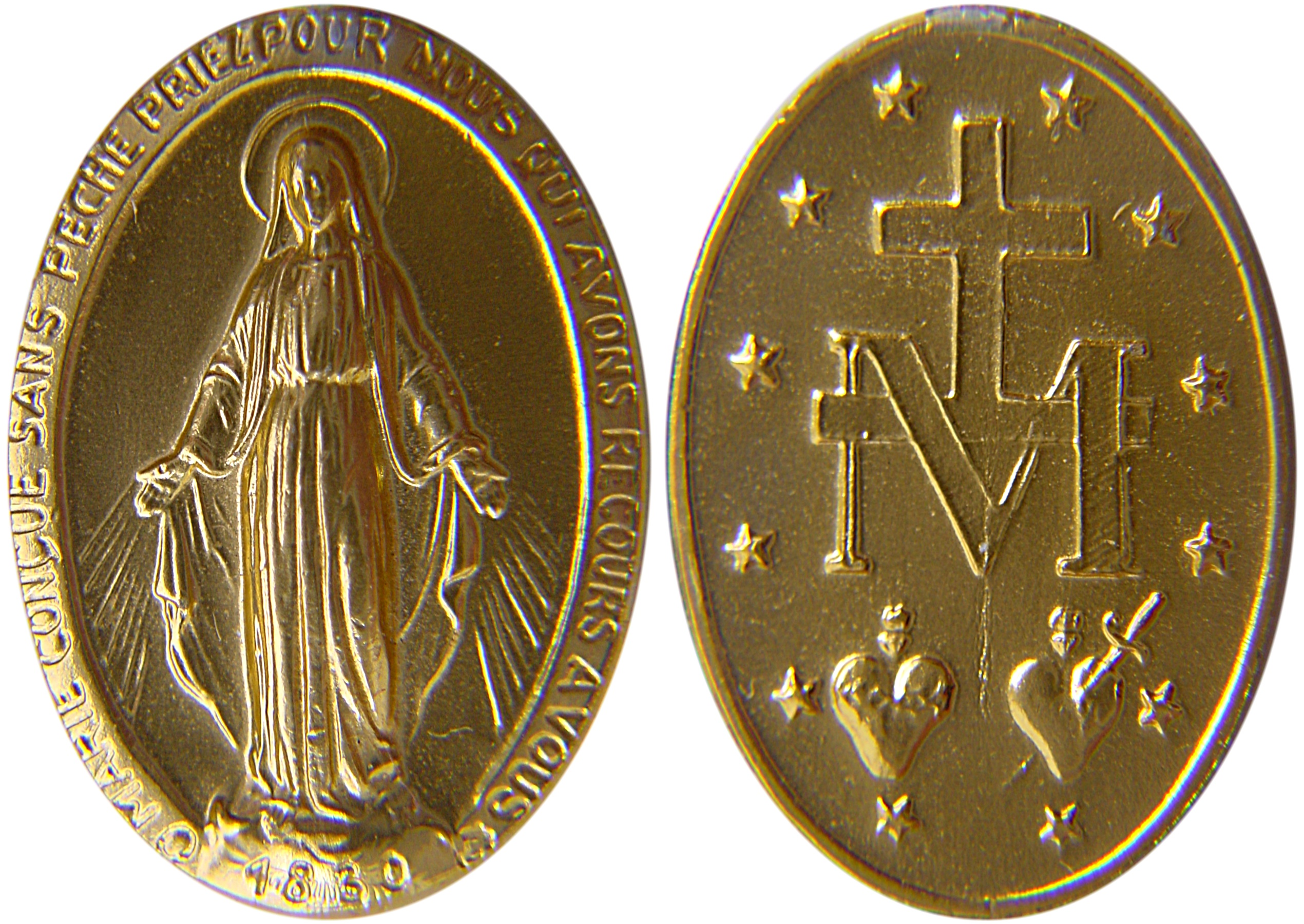
A Medalha Milagrosa de Nossa Senhora das Graças.

Durante a noite 19 de julho de 1830, Catarina acordou depois de ouvir a voz de uma criança que dizia: irmã, todo mundo está dormindo, vem à capela, a Virgem Maria a espera. Acreditando na voz, Catarina segue a criança. Chegando à capela, a noviça vê a Virgem Maria que pede a jovem vidente que seja fundada por seu diretor espiritual, o sacerdote francês, Joao Maria Aladel da Congregação da Missão, uma Associação de Filhos e Filhas de Maria, atualmente conhecida como Juventude Mariana Vicentina, responsável pela difusão da Medalha Milagrosa de Nossa Senhora das Graças apresentada a Catarina nas visões posteriores que se encerraram em 27 de novembro de 1830 quando a Virgem se apresenta como Nossa Senhora das Graças.

## Morte
Morreu em 31 de Dezembro de 1876.

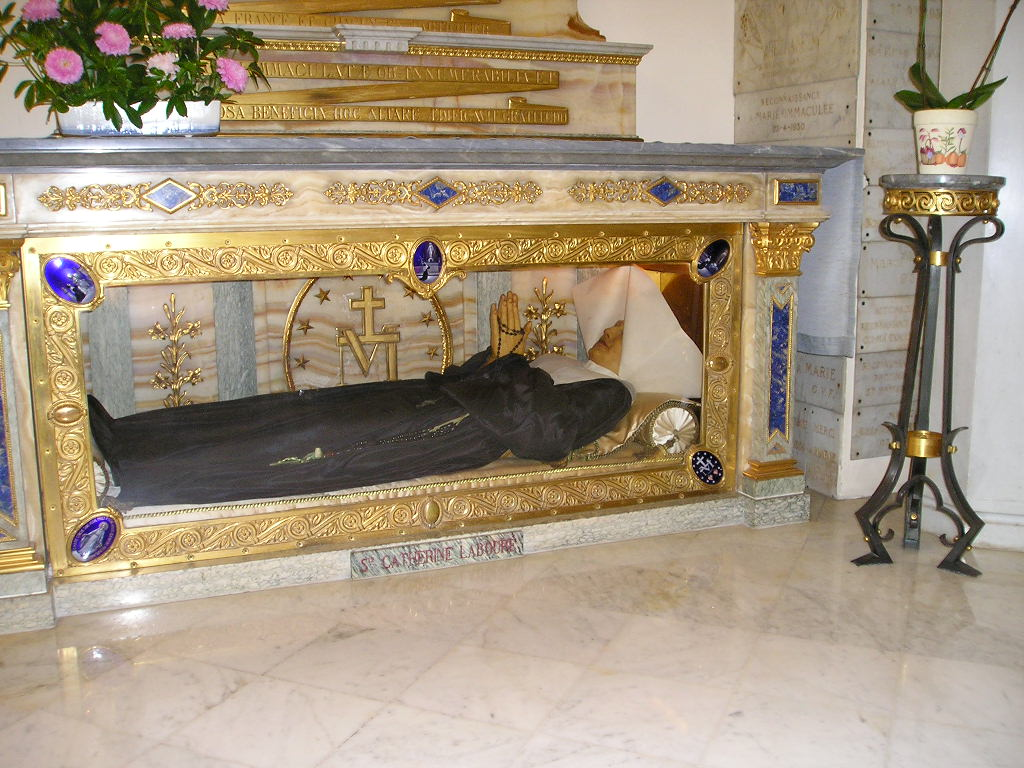
Caixão de vidro com o corpo incorrupto de Santa Catarina Labouré.

Seu corpo foi exumado em 1933, sendo encontrado incorrupto, e hoje é exposto à veneração na capela de sua Ordem, a mesma onde aconteceram as visões, na Rue du Bac, 140, em Paris. Foi beatificada em 1933 pelo Papa Pio XI e canonizada em 27 de julho de 1947 pelo Papa Pio XII, 100 anos após a aprovação pontifical da Juventude Mariana Vicentina (J.M.V.), solicitada pela própria Catarina e pelo Padre Aladel.

## Outro
- Nossa Senhora das Graças da Medalha Milagrosa